# Colossendeis nasuta
Colossendeis nasuta är en havsspindelart som beskrevs av Hedgpeth, J.W. 1949. Colossendeis nasuta ingår i släktet Colossendeis och familjen Colossendeidae. Inga underarter finns listade i Catalogue of Life.